# Bourghelles
Bourghelles is een gemeente in het Franse Noorderdepartement (Frans: département du Nord) (regio Hauts-de-France). De gemeente telde op 1 januari 2022 1.678 inwoners en maakt deel uit van het arrondissement Rijsel.

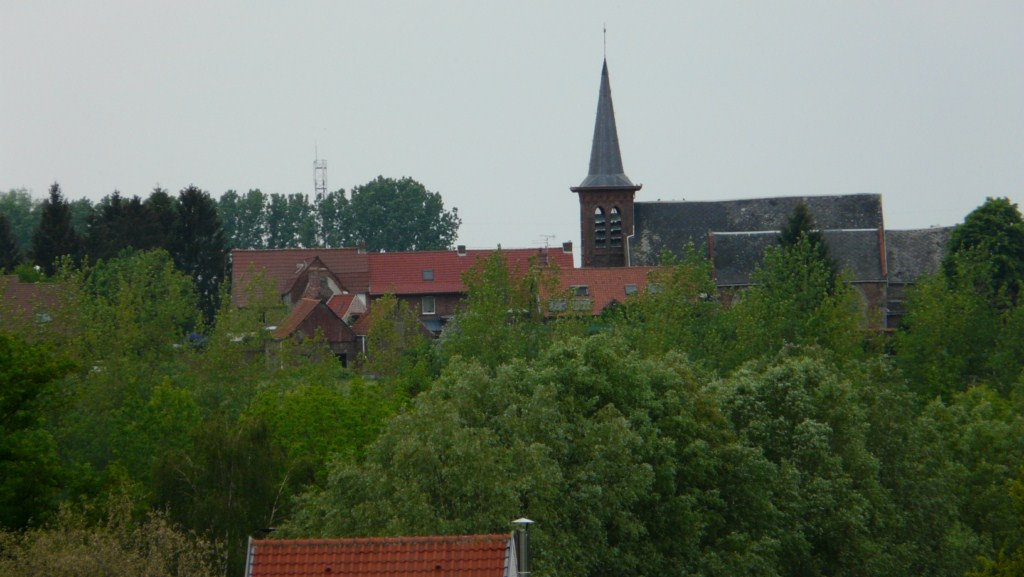
Bourghelles en de Église Saint-Pierre

## Geschiedenis
Een oude vermelding van de plaats is Borghela uit 1197. De naam betekent "klein fort", afkomstig van het Laat-Latijnse "burgus", wat zelf van het Germaanse "burg" (fort) komt.

## Geografie
De oppervlakte van Bourghelles bedroeg op 1 januari 2022 6,55 vierkante kilometer; de bevolkingsdichtheid was toen 256,2 inwoners per km².
In het zuiden van de gemeente ligt het gehucht La Posterie. Net ten oosten van het centrum ligt de wijk Les Récreuils, net ten zuiden Les Pâtures. Het gehucht Quennaumont ligt net ten westen, op het grondgebied van buurgemeente Cysoing, maar is vergroeid met de dorpskern van Bourghelles.

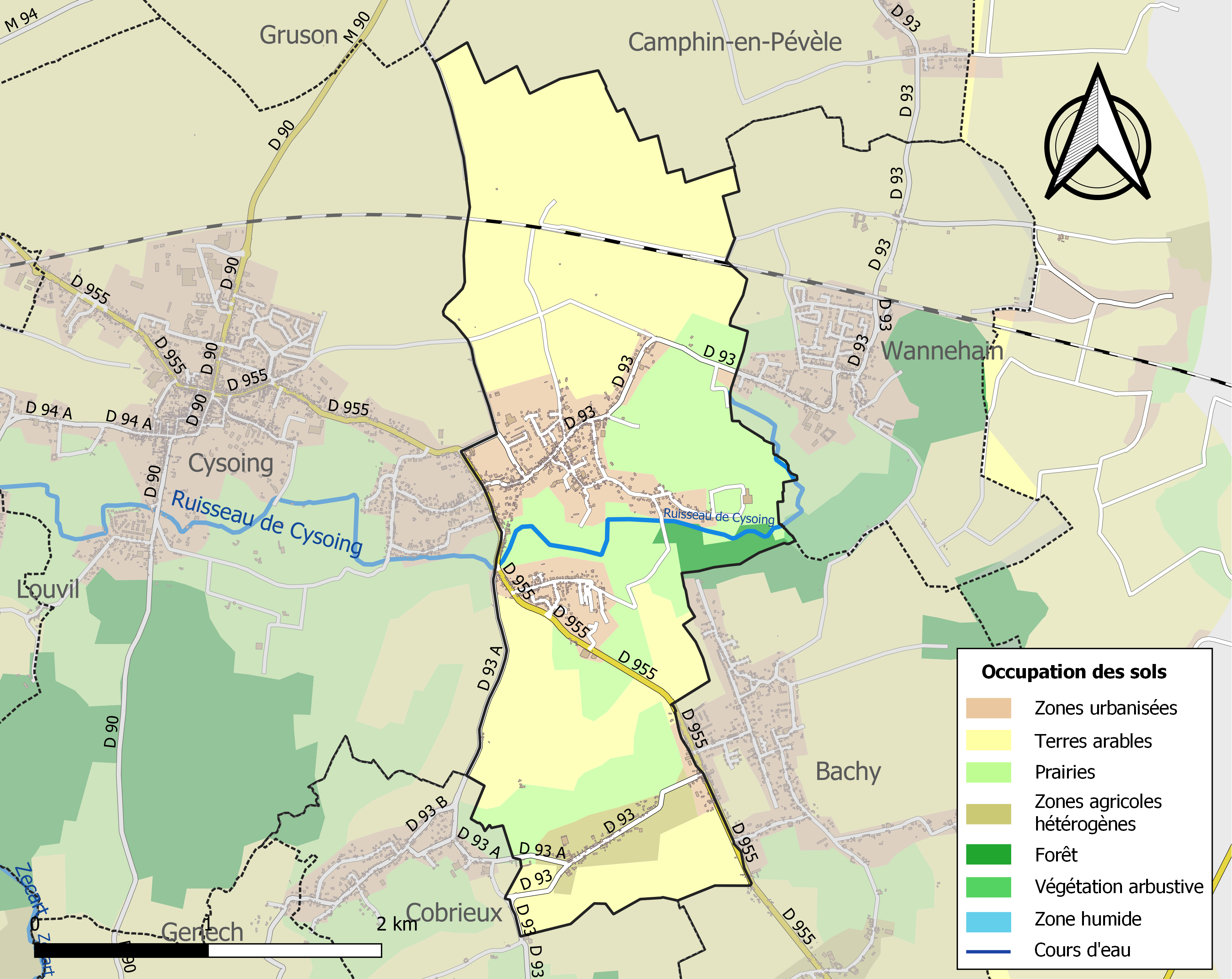
Kaart van de gemeente met belangrijkste infrastructuur, bodemgebruik en omliggende gemeenten

## Bezienswaardigheden
- De Église Saint-Pierre
- Op de gemeentelijke begraafplaats van Bourghelles bevinden zich 9 Britse oorlogsgraven uit de Tweede Wereldoorlog.

## Natuur en landschap
Bourghelles ligt op een hoogte van 39-53 meter.

## Cultuur
- Bourghelles heeft een eigen processiereus, Gilbert de Bourghelles, genoemd naar een kastelein van Rijsel uit het begin van de jaren 1200.

## Demografie
Onderstaande figuur toont het verloop van het inwonertal (bron: INSEE-tellingen).

## Sport
Ten noorden van het dorp liggen kasseistroken die zijn opgenomen in het parcours van de wielerklassieker Parijs-Roubaix: een deel van de Kasseistrook van Cysoing naar Bourghelles op de grens met buurgemeente Cysoing, en de kasseistrook van Bourghelles naar Wannehain.

## Nabijgelegen kernen
Wannehain, Cysoing, Bachy, Cobrieux